# La Trinidad Chimalpa
La Trinidad Chimalpa är en ort i Mexiko.   Den ligger i kommunen Totolac och delstaten Tlaxcala, i den sydöstra delen av landet, 90 km öster om huvudstaden Mexico City. La Trinidad Chimalpa ligger 2 242 meter över havet och antalet invånare är 1 193.
Terrängen runt La Trinidad Chimalpa är platt åt sydost, men åt nordväst är den kuperad. La Trinidad Chimalpa ligger nere i en dal. Runt La Trinidad Chimalpa är det mycket tätbefolkat, med 1 463 invånare per kvadratkilometer. Närmaste större samhälle är Tlaxcala de Xicohtencatl, 4,9 km öster om La Trinidad Chimalpa. Trakten runt La Trinidad Chimalpa består till största delen av jordbruksmark.